# Taoiseach
Taoiseach (udtale: [t̪ˠiːʃʲəx], flertal: Taoisigh, udtale: [t̪ˠiːʃʲɪj] eller [t̪ˠiːʃʲɪɟ]) er betegnelsen for regeringslederen eller premierministeren for Republikken Irland. Ofte skrives det bestemte kendeord med i titlen, som da lyder: An Taoiseach (udtale [ən t̪ˠiːʃʲəx]).
Taoiseach udnævnes af Irlands præsident (landets statsoverhoved) efter anbefaling fra Dáil Éireann, der er det folkevalgte underhus (Repræsentanternes Hus), som er en del af Irlands parlament Oireachtas.
Det er et forfatningsmæssigt krav at Taoiseach støttes af et flertal i parlamentet, og såfremt det ikke er tilfældet kan Taoiseach træde tilbage og erstattes af en anden med et flertal bag sig. Eller parlamentet kan opløses og der kan udskrives nyvalg. Taoiseach kan fortsætte indtil presserende sager er løst.

## Regeringsledere af Irland
| Nr   | Billede                 | Navn                    | Fra               | Til               | Parti                                          |
|      | Præsident af Statsrådet | Præsident af Statsrådet |                   |                   |                                                |
| ---- | ----------------------- | ----------------------- | ----------------- | ----------------- | ---------------------------------------------- |
| 1    |                         | William Thomas Cosgrave | 6. december 1922  | 9. marts 1932     | Sinn Féin (til april 1923) Cumann na nGaedheal |
| 2    |                         | Éamon de Valera         | 9. marts 1932     | 29. december 1937 | Fianna Fáil                                    |
|      | Taoiseach               |                         |                   |                   |                                                |
| (2)  |                         | Éamon de Valera         | 29. december 1937 | 18. februar 1948  | Fianna Fáil                                    |
| 3    |                         | John A. Costello        | 18. december 1948 | 13. juni 1951     | Fine Gael                                      |
| (2)  |                         | Éamon de Valera         | 13. juni 1951     | 2. juni 1954      | Fianna Fáil                                    |
| (3)  |                         | John A. Costello        | 2. juni 1954      | 20. marts 1957    | Fine Gael                                      |
| (2)  |                         | Éamon de Valera         | 20. marts 1957    | 23. juni 1959     | Fianna Fáil                                    |
| 4    |                         | Seán Lemass             | 23. juni 1959     | 10. november 1966 | Fianna Fáil                                    |
| 5    |                         | Jack Lynch              | 10. november 1966 | 14. marts 1973    | Fianna Fáil                                    |
| 6    |                         | Liam Cosgrave           | 14. marts 1973    | 5. juli 1977      | Fine Gael                                      |
| (5)  |                         | Jack Lynch              | 5. juli 1977      | 11. december 1979 | Fianna Fáil                                    |
| 7    |                         | Charles Haughey         | 11. december 1979 | 30. juni 1981     | Fianna Fáil                                    |
| 8    |                         | Garret FitzGerald       | 30. juni 1981     | 9. marts 1982     | Fine Gael                                      |
| (7)  |                         | Charles Haughey         | 9. arts 1982      | 12. december 1982 | Fianna Fáil                                    |
| (8)  |                         | Garret FitzGerald       | 12. december 1982 | 10. marts 1987    | Fine Gael                                      |
| (7)  |                         | Charles Haughey         | 10. marts 1987    | 12. februar 1992  | Fianna Fáil                                    |
| 9    |                         | Albert Reynolds         | 12. februar 1992  | 15. december 1994 | Fianna Fáil                                    |
| 10   |                         | John Bruton             | 15. december 1994 | 26. juni 1997     | Fine Gael                                      |
| 11   |                         | Bertie Ahern            | 26. juni 1997     | 7. maj 2008       | Fianna Fáil                                    |
| 12   |                         | Brian Cowen             | 7. maj 2008       | 9. marts 2011     | Fianna Fáil                                    |
| 13   |                         | Enda Kenny              | 9. marts 2011     | 14. juni 2017     | Fine Gael                                      |
| 14   |                         | Leo Varadkar            | 14. juni 2017     | 27. juni 2020     | Fine Gael                                      |
| 15   |                         | Micheál Martin          | 27. juni 2020     | 17. december 2022 | Fianna Fáil                                    |
| (14) |                         | Leo Varadkar            | 17. december 2022 | 9. april 2024     | Fine Gael                                      |
| 16   |                         | Simon Harris            | 9. april 2024     | 23. januar 2025   | Fine Gael                                      |
| (15) |                         | Micheál Martin          | 23. januar 2025   | Nuværende         | Fianna Fáil                                    |